# PerfectGoal
PerfectGoal (pełna nazwa Gerd Müllers PerfectGoal) – komputerowa gra sportowa o tematyce piłki nożnej w odmianie menedżera piłkarskiego. Stworzona została przez firmę Art-e-Fakten i wydana w 2009 roku w wersji na przeglądarki internetowe. Do 4 lipca 2013 roku PerfectGoal notowała około 250 tysięcy zarejestrowanych użytkowników.

## Rozgrywka
Każdy użytkownik wybiera przy rejestracji strefę czasową, która mu najbardziej odpowiada, ponieważ rozgrywki odbywają się dziennie o stałych godzinach. Mecze można rozgrywać o godzinach 07:30, 10:15, 13:00, 15:45, 18:30 oraz 21:15. Każdy mecz odbywa się w czasie rzeczywistym włącznie z 15-minutową przerwą pomiędzy dwiema połowami.
Każdy nowy użytkownik otrzymuje stadion podstawowy oraz kadrę składającą się z 15 zawodników, włącznie z trenerem. Ta nowa kadra jest jeszcze młodziutka i słabo trenowana. W trakcie gry dzięki treningu, zakupu nowych zawodników oraz pracy z juniorami dziennie moc kadry wzrasta.
Rozpoczyna się grę w kolejce wstępnej, na której codziennie od godziny 15:45 odbywają się trzy mecze. Potem można sprawdzić, jak najlepiej ustawić zawodników na boisku, jak najlepiej z nich korzystać i jak najlepiej trenować. W trakcie meczu można aktywnie oddziaływać na przebieg rozgrywki, zmieniając taktykę i styl gry oraz korzystając z pressingu lub kontry i dopingu widzów.

### Sezony, mistrzostwa i puchary
Gdy nowy menadżer jest po paru dniach gotowy do mierzenia się swoją kadrą z innymi, wybiera serwer krajowy, na który awansuje do ligi. Serwery krajowe/ligowe są także podzielone na strefy czasowe. Awans na serwer ligowy odbywa się w każdy poniedziałek, nowy sezon rozpoczyna się zawsze we wtorek i serwery krajowe są prowadzone z różnicą tygodnia.
Sezon składa się z 34 dni rozgrywek, a 35. dzień (poniedziałek) jest bez meczów i służy do przygotowania nowego sezonu. Na każdym serwerze ligowym znajdują się 63 ligi, w każdej lidze jest 18 drużyn, więc razem są 1134 drużyny w każdej lidze. Te ligi są rozłożone w systemie piramidy.

Ligi zawodowe: jedna 1. liga, dwie 2. ligi, cztery 3. ligi
Ligi amatorskie: osiem 4. lig, szesnaście 5. lig i trzydzieści dwie 6. lig.
Każdego wieczoru o godz. 18:30 odbywają się mecze ligowe. Obliczenia i z tym związane prowadzenie tabeli odpowiadają ogólnie obowiązującym zasadom piłki nożnej. W każdym sezonie odbywa się co najmniej jeden turniej pucharowy (PerfectCup). W turnieju grają drużyny o godz. 21:15 w systemie k.o. i trzy najlepsze drużyny każdego serwera otrzymują puchary do swoich witryn.

### Stadion i peryferia
Równolegle z prowadzeniem drużyny użytkownik może rozpocząć budowanie stadionu i trybun, miejsc stojących, miejsc siedzących, loży dla VIP-ów oraz innych elementów, takich jak jupitery, tablice informacyjne, ławy dla trenera, również hotele, sklepiki dla kibiców lub szkółka dla młodzieży. Stopnie wybudowania i ceny wejściówek wpływają wspólnie z czynnikami takimi jak pogoda, liga oraz przeciwnik na ilość widzów i w ten sposób na dochody klubu.

## Odbiór gry
W grudniu 2009 gra PerfectGoal została trzykrotnie nominowana przez portal browsergames.de w kategorii: najlepsza grafika, najlepsza satysfakcja oraz jako najlepsza gra w kategorii sportu; przegrała jednak rywalizację z inną grą przeglądarkową OGCOpen The Online Golf Challenge.